# 夏威夷藍帶紋鱸
夏威夷藍帶紋鱸，為輻鰭魚綱鱸形目鱸亞目麗花鮨科的其中一種，分布於中西太平洋巴布亞紐幾內亞海域，深度170-372公尺，為熱帶海水魚，體長可達12.8公分，棲息在底中層水域，生活習性不明。